# Подгорянски хамам
Подгорянският хамам (на гръцки: Χαμάμ Ποδοχωρίου) е бивш хамам, османска обществена баня, в село Подгоряни (Подохори), Егейска Македония, Гърция.

## Описание
Хамамът е от типа единични бани с купол и е единствената запазена османска сграда в селото. Разположен на 50 m северно от местността Цириф, от лявата страна на рекичката Лакос или Криорема над параклиса „Света Параскева“. Датира вероятно от XVII век. Банята с размери 6,60 х 4,50 m. Състои се от две помещения, правоъгълно преддверие и главната с тухлен купол. На 22 октомври 1997 година хамамът е обявен за защитен археологически паметник, под закрилата на 12 ефория за византийски старини в Кавала.